# Baeoura trichopoda trichopoda
Baeoura trichopoda trichopoda is een ondersoort van de tweevleugelige Baeoura trichopoda uit de familie steltmuggen (Limoniidae). De soort komt voor in het Oriëntaals gebied.